# 7462 Ґренобль
7462 Ґренобль (7462 Grenoble) — астероїд головного поясу, відкритий 20 листопада 1984 року.
Тіссеранів параметр щодо Юпітера — 3,600.